# Кирилов, Вячеслав Евгеньевич
Вячеслав Евгеньевич Кирилов (1877 — 1942) — полковник 17-го Туркестанского стрелкового полка, герой Первой мировой войны. Участник Белого движения на Юге России, командир Кавказского офицерского полка, генерал-майор.

## Биография
Из потомственных дворян.
Окончил Нижегородский кадетский корпус (1895) и Александровское военное училище (1897), откуда выпущен был подпоручиком в 3-й Туркестанский стрелковый батальон.
В 1899—1901 годах участвовал в экспедиции капитана Л. Г. Корнилова в Кашгарию. Произведен в поручики 15 июля 1901 года, в штабс-капитаны — 20 ноября 1904 года. С началом русско-японской войны переведен в 122-й пехотный Тамбовский полк, был личным адъютантом командира 10-го армейского корпуса генерал-лейтенанта К. В. Церпицкого. По окончании войны 21 ноября 1905 года переведен обратно в 3-й Туркестанский стрелковый батальон, а 8 ноября 1910 года — в 1-й Туркестанский стрелковый полк.
15 марта 1913 года произведен в капитаны с переводом в 17-й Туркестанский стрелковый полк, в рядах которого и вступил в Первую мировую войну. Произведен в подполковники 8 ноября 1915 года «за отличия в делах против неприятеля». Удостоен ордена Св. Георгия 4-й степени
За то, что в ночь с 29 на 30 января 1916 года, получив задачу атаковать вверенным ему батальоном с пешей разведческой командой главную Кара-Гюбекскую укрепленную позицию, с охватом левого неприятельского фланга, лично ведя свой батальон под сильнейшим артиллерийским, пулеметным и ружейным огнем противника, развил искусное и энергичное наступление, охватил левый фланг турок и обратил их в бегство. В ночь с 3 на 4 февраля 1916 года, при атаке полком укрепленной турецкой позиции у сел. Кара-Арз, при очень трудной обстановке, со своим батальоном и с пешей разведческой командой, выбил турок штыками из окопов и ворвался в сел. Кара-Арз, причем сам был ранен, но остался в строю и до конца боя лично руководил вверенными ему частями. За эти два боя взято в плен 4 офицера, 268 аскеров и захвачено 4 горных орудия, 2 пулемета с полной принадлежностью и много другого военного имущества.
Пожалован Георгиевским оружием
За то, что в бою в ночь с 21 на 22 июля 1916 года при взятии кольцевых окопов на горе у с. Аспеха-Чаир, командуя, в чине подполковника, 3-м батальоном названного полка, получив приказание взять кольцевой окоп, повел свой батальон в атаку, своими умелыми действиями, под действительным ружейным и пулеметным огнем турок, подавая пример людям своих рот неустрашимости, с явным презрением к опасности, овладел штыковым ударом кольцевым окопом противника, отбил несколько его контр-атак и удержал занятую позицию за собою, чем дал возможность другим частям отряда продолжать наступление.
Произведен в полковники 11 ноября 1916 года «за отличия в делах против неприятеля».
В Гражданскую войну участвовал в Белом движении в составе Вооруженных сил Юга России. На 5 ноября 1919 года — командир Кавказского офицерского полка. Был дважды тяжело ранен. Произведен в генерал-майоры.
В эмиграции в Греции. Был заведующим лагерем Харилау. Состоял членом Союза русских офицеров. Умер в 1942 году в Салониках. Похоронен на русском участке муниципального кладбища Каламарья.

## Награды
- Орден Святой Анны 4-й ст. с надписью «за храбрость» (ВП 9.04.1906)
- Орден Святого Станислава 3-й ст. с мечами и бантом (ВП 9.04.1906)
- Орден Святой Анны 3-й ст. с мечам и бантом (ВП 21.11.1906)
- Орден Святого Владимира 4-й ст. с мечами и бантом (ВП 25.07.1915)
- Орден Святого Станислава 2-й ст. с мечами (ВП 2.11.1915)
- Орден Святой Анны 2-й ст. с мечами (ВП 1.02.1916)
- Орден Святого Георгия 4-й ст. (ВП 10.06.1916)
- Георгиевское оружие (ПАФ 22.05.1917)